# Děkanát Boguszowice
Děkanát Boguszowice je jedním z 33 katolických děkanátů arcidiecéze katovické v Polsku. Pod jeho administraci patří následující farnosti:
- farnost sv. Barbory v Boguszowicích-sídlišti (Rybnik)[2]
- farnost Nejsvětějšího Srdce Ježíšova ve Starých Boguszowicích (Rybnik)[3]
- farnost Panny Marie v Boryni (Jastrzębě-Zdrój)[4]
- farnost Božího těla v Jankowicích (okres Rybnik)
- farnost Panny Marie Královny v Jankowicích (okres Rybnik)[5]
- farnost sv. Jozefa v Kłokocině (Rybnik městská část)[6]
- farnost sv.Anny v Świerklanech Dolnych[7]